# Vroubivka
Vroubivka (ukrainien : Врубівка, russe : Вру́бовка, Vroubovka) est une commune de type urbain située en Ukraine dans le raïon de Sievierodonetsk (avant 2020 raïon de Popasna) dans le Donbass.

## Géographie
La commune fait partie de l'oblast de Louhansk et se trouve près de la limite de l'oblast de Donetsk, à 12 km au nord de Popasna et à 69 km à l'ouest de Louhansk. De la commune de Vroubivka dépendent également les villages de Mikhaïlivka et Novoivanivka.

## Histoire
Ce village ouvrier a été fondé en 1948 pour loger les travailleurs des usines environnantes et des sovkhozes locaux et a reçu son statut de commune urbaine en 1963. Sa population était de 1 323 habitants en 1989. Les sovkhozes sont privatisés en juillet 1995. En 2013, la population est tombée à 1 004 habitants et en 2019 à 920 habitants.
La commune est le théâtre de combats en juin 2022 au cours de l'invasion de l'Ukraine par la Russie et elle est prise le 15 juin par le 11e régiment de l'armée de la république populaire de Donetsk aidé des forces russes en provenance du village de Kamychevakha.